# Virgem Maria nos concílios ecumênicos
A Virgem Maria nos Concílios Ecumênicos refere-se ao conjunto de citações doutrinárias e dogmáticas emitidas pelos concílios ecumênicos da Igreja Católica, que são a expressão máxima de seu magistério.
1) Éfeso (III Ecumênico – 431): aprova a doutrina de são Cirilo de Alexandria, que, propondo a fé sobre a união pessoal ou hipostática da natureza humana de Jesus Cristo com a pessoa divina do Verbo, daí concluía a verdade dogmática da maternidade divina de Maria (DS 250-264).
2) Calcedônia (IV Ecumênico – 451): "O único e mesmo Filho, nosso Senhor Jesus Cristo […], foi gerado pelo Pai eternamente segundo a divindade, e o mesmo nos últimos tempos [foi gerado] por nossa causa e para a nossa salvação de Maria virgem, Mãe de Deus, segundo a humanidade" (DS 301).
3) Constantinopla II (V Ecumênico – 553): além de voltar a tratar do dogma da maternidade divina, incluiu também o dado da virgindade perpétua de Maria (cf. DS 422 e 427). Foi essa a primeira vez que um concílio chamou a Mãe de Deus de santa e sempre virgem.
4) Constantinopla III (VI Ecumênico – 680-681): ao definir as duas vontades e operações de Jesus Cristo, reafirmando a maternidade divina de Maria (cf. DS 555).
5) Niceia II (VII Ecumênico – 787): definiu a liceidade do culto às imagens de nosso Senhor Jesus Cristo, de Maria Santíssima, a Mãe de Deus, e dos anjos e santos (cf. DS 600-601).
6) Constantinopla IV (VIII Ecumênico – 869-870): renovou a definição do culto às sagradas imagens do Salvador, de Maria Santíssima e dos santos (cf. DS 656).
7) Latrão IV (XII Ecumênico – 1215): reafirmou que Jesus Cristo, o Filho de Deus, foi concebido, por obra do Espírito Santo, de Maria sempre virgem (cf. DS 801).
8) Lião II (XIV Ecumênico – 1274): reafirmou que o Filho de Deus nasceu do Espírito Santo e de Maria sempre virgem (cf. DS 852).
9) Florença (XVII Ecumênico – 1438-1445): reafirmou que o Filho de Deus assumiu a natureza verdadeira e íntegra de homem no seio imaculado de Maria Virgem e uniu-a a si em unidade de pessoa (cf. DS 1337); que na humanidade que assumiu da Virgem nasceu verdadeiramente (cf. DS 1338). Condenou Valentin, que afirmava que o Filho de Deus nada havia recebido da Virgem Mãe, porém, assumiu um corpo celeste e passou através do seio da Virgem como a água escorre por dentro de um aqueduto; e condenou também Ário, que afirmara que o corpo assumiu da Virgem era privado de alma e que no lugar da alma estava a divindade (cf. DS 1341-1342).
10) Trento (XIX Ecumênico – 1545-1563): no decreto sobre o pecado original, declarou que não era sua intenção incluir nele a santa e imaculada Virgem Maria, Mãe de Deus (cf. Sessão VI, DS 1516); afirmou que Maria Santíssima é considerada pela Igreja imune de todo culpa atual, ainda que mínima (cf. Sessão VII, DS 1573); renovou a afirmação da liceidde do culto das imagens de "Cristo, da Virgem Mãe de Deus e dos outros santos" (DS 1823).
11) Vaticano II (XXI Ecumênico – 1962-1965): no Capítulo VIII da Constituição Dogmática Lumen gentium, esclareceu qual o lugar da Bem-aventurada Virgem Maria Mãe de Deus no Mistério de Cristo e da Igreja (cf. DS 4172-4179).